# Бедренец козельцовый подвид известколюбивый
Бедренец козельцовый подвид известколюбивый (лат. Pimpinella tragium subsp. titanophila) — многолетнее травянистое растение, подвид рода Бедренец (Pimpinella) семейства Зонтичные (Apiaceae). В литературе и интернет-источниках встречается под названием Бе́дренец известколюбивый (лат. Pimpinella titanophila) в ранге вида, которое является устаревшим синонимом.

## Распространение и экология
Ареал вида охватывает причерноморье Украины, нижнее и среднее течение Дона и Волги, бассейн Камы.
Произрастает на меловых и известняковых склонах.

## Биологическое описание
Корневище деревянистое, косо восходящее, ветвистое.
Всё растение прижато и серовато опушённое, очень редко почти голое. Стебли высотой 15—40 см, в числе нескольких, редко одиночные, при основании одетые тёмно-бурыми остатками листовых черешков.
Прикорневые листья многочисленные, в очертании продолговатые или яйцевидные, длиной вместе с черешком 4—14 см, шириной 1—3 см, дважды перисто-рассечённые, первичные доли в очертании яйцевидные, перисто-надрезанные или перисто-раздельные на ланцетовидные, острые, низбегающие дольки, длиной 3—8 мм, шириной 1—4 мм. Стеблевые листья немногочисленные, более мелкие; самые верхние — влагалищные, без пластинок.
Зонтики с 10—20 коротко опушёнными, очень редко почти голыми, почти одинаковыми по длине лучами, в поперечнике 2—4 см, обёртки и обёрточки отсутствуют или последняя из 1—3 линейных листочков. Зонтички в поперечнике 0,8 см, цветоножки опушённые. Лепестки белые, длиной около 1 мм, снаружи опушённые.
Плод яйцевидный, длиной 3,5—4 мм, коротко и плотно опушённый. Столбики по отцветании отогнутые, длиной 1,5—2 мм.

## Классификация

### Таксономия
Pimpinella tragium subsp. titanophila (Woronow) Tutin, 1968, Feddes Repert. 79: 62
Бедренец козельцовый подвид известколюбивый включается в состав вида Бедренец козельцовый (Pimpinella tragium) рода Бедренец (Pimpinella) семейства Зонтичные (Apiaceae) порядка Зонтикоцветные  (Apiales). Кладограмма в соответствии с Системой APG IV:
|  |                                      |  |                                   |                                   |                     |  | ещё 6 семейств | ещё 6 семейств |                      |  |  |  | еще еще 171 подтвержденный и 73 в статусе "непроверенных" видов и инфравидовых таксонов | еще еще 171 подтвержденный и 73 в статусе "непроверенных" видов и инфравидовых таксонов |  |  |
|  |                                      |  |                                   |                                   |                     |  | ещё 6 семейств | ещё 6 семейств |                      |  |  |  | еще еще 171 подтвержденный и 73 в статусе "непроверенных" видов и инфравидовых таксонов | еще еще 171 подтвержденный и 73 в статусе "непроверенных" видов и инфравидовых таксонов |  |  |
|  |                                      |  |                                   | порядок Зонтикоцветные            |                     |  |                |                | род Бедренец         |  |  |  |                                                                                         | Бедренец козельцовый подвид известколюбивый                                             |  |  |
|  |                                      |  |                                   | порядок Зонтикоцветные            |                     |  |                |                | род Бедренец         |  |  |  |                                                                                         | Бедренец козельцовый подвид известколюбивый                                             |  |  |
|  | отдел Цветковые, или Покрытосеменные |  |                                   |                                   | семейство Зонтичные |  |                |                | Бедренец козельцовый |  |  |  |                                                                                         |                                                                                         |  |  |
|  | отдел Цветковые, или Покрытосеменные |  |                                   |                                   |                     |  |                |                |                      |  |  |  |                                                                                         |                                                                                         |  |  |
|  |                                      |  | ещё 63 порядка цветковых растений | ещё 63 порядка цветковых растений |                     |  |                | ещё 447 родов  | ещё 447 родов        |  |  |  | еще 8 инфравидовых таксонов                                                             |                                                                                         |  |  |
|  |                                      |  |                                   | ещё 63 порядка цветковых растений |                     |  |                |                | ещё 447 родов        |  |  |  |                                                                                         |                                                                                         |  |  |